# Bruno Gesche
Bruno Gesche (5. listopadu 1905, Berlín, Německé císařství – 1980) byl Obersturmbannführer-SS v nacistickém Německu a velitel Hitlerovy tělesné osobní stráže SS-Begleitkommanda v letech 1934–1942 a 1942–1944.

## Životopis

### Začátky a SS-Begleitkommando
Bruno Gesche původně snil o vojenské kariéře, jeho plány však zkazila Versailleská smlouva, která omezila počet německé armády na 100 000. Proto roku 1922 vstoupil jako mladík do NSDAP, a působil zejména v SA.
V roce 1927 Gesche SA opustil, a vstoupil do oddílu SS. Gesche to odůvodnil tak, že do SS již dříve vstoupili jeho přátelé, a on je chtěl následovat. Roku 1932 se stal členem Hitlerovy osobní stráže SS-Begleitkommanda.

### Střet s Himmlerem
Spor mezi Geschem a jeho nadřízeným Himmlerem vypukl roku 1932, kdy Gesche zkritizoval vedení SS. Himmler to považoval za osobní urážku a požadoval Gescheho okamžitou degradaci a vyloučení z SS-Begleitkommanda, Hitler však Gescheho jen pokáral.
Když byl roku 1934 vyloučen z postu velitele SS-Begleitkommanda Kurt Gildisch, Hitler jmenoval Gescheho Gildischovým nástupcem.
Himmler roku 1938 využil Gescheho největší slabosti – závislosti na alkoholu – a donutil ho podepsat sdělení, že se tři roky nedotkne alkoholu, jinak bude z SS vyloučen. Po několika měsících Himmler na nátlak Hitlera zákaz zrušil.

### Válečné roky
Gesche si však nevzal ponaučení, a roku 1942, po dalším opilství ho Himmler propustil. Tentokrát Geschemu nepomohl ani Hitler. Gesche byl propuštěn z SS-Begleitkommanda, dostal další zákaz pití alkoholu a bez jakýchkoli bojových zkušeností byl poslán na východní frontu. Byl připojen k 5. tankové divizi SS „Viking“, která měla namířeno na Kavkaz k tamním bohatým zásobám ropy.
Na začátku října roku 1942 byl Gesche zraněn a převezen zpět do Třetí říše. Hitler byl nadšen z jeho válečných výkonů, a pověřil ho opětovným velením SS-Begleitkommanda.
V roce 1944 byl Gesche pro opilství a výtržnosti zbaven velení SS-Begleitkommando, tentokrát navždy. Mimo to byl degradován o jedenáct hodností. V lednu roku 1945 byl Gesche opět vsazen na frontu do 16. divize tankových granátníků SS „Reichsführer SS“
Ke konci války byl Gesche zajat Američany a v zajetí strávil dva roky.

## Hodnosti
- SS-Untersturmführer (poručík) – 20. září 1931
- SS-Obersturmführer (nadporučík) – 9. listopadu 1933
- SS-Hauptsturmführer (kapitán) – 1. července 1934
- SS-Sturmbannführer (major) – 20. dubna 1935
- SS-Obersturmbannführer (podplukovník) – 9. listopadu 1944
- SS-Unterscharführer (četař) – 20. prosince 1944

## Vyznamenání
- Zlatý stranický odznak
- SS-Ehrenring
- Odznak za zranění1939, černé
- Železný kříž, II. třídy

údaje použity z: anglická Wikipedie-Bruno Gesce/Decorations and awards